# Pintura del Duocento

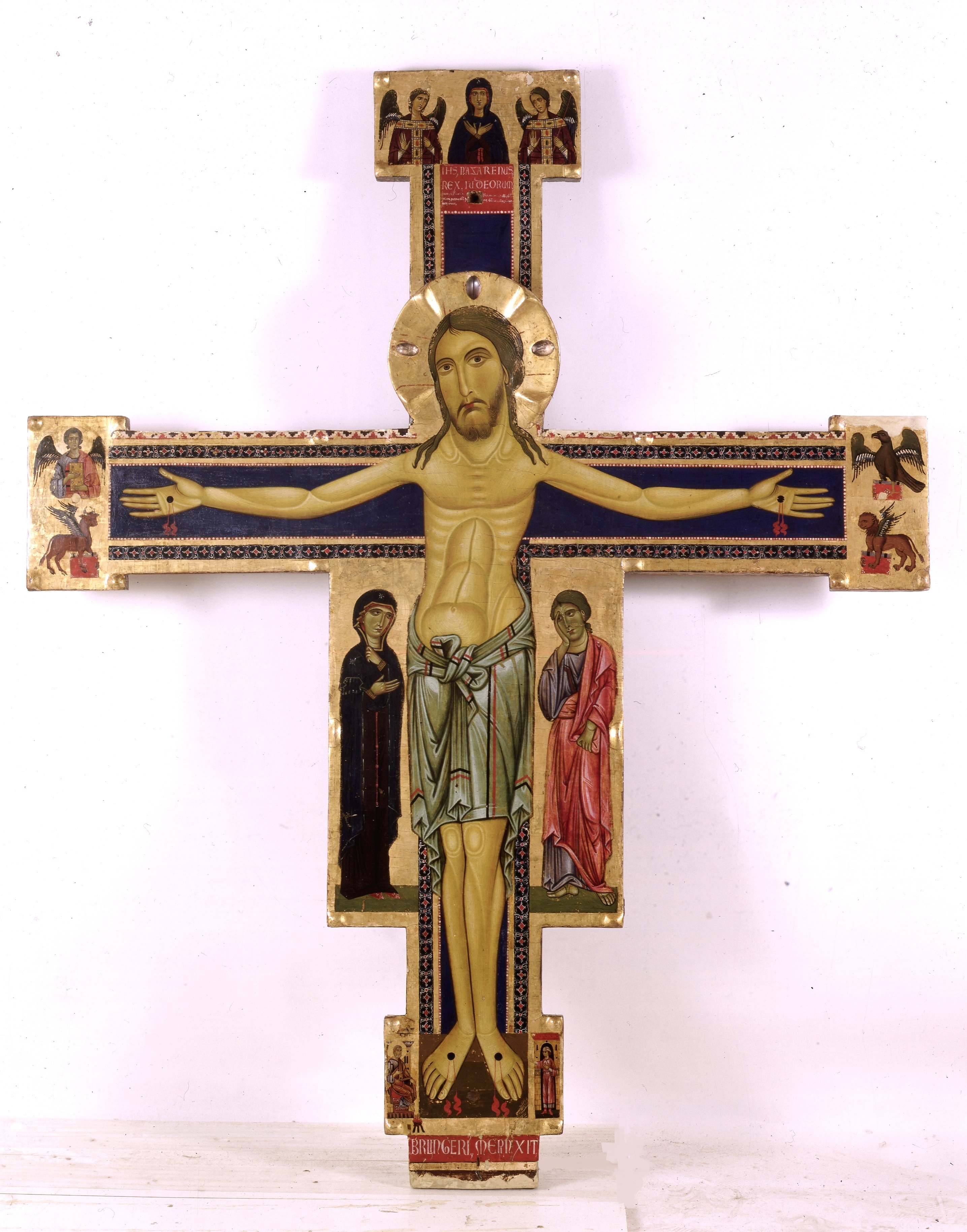
Taller dels Berlinghieri. Crucifix. Fusta pintada al tremp, vers 1220. Pinacoteca Cívica de Lucca

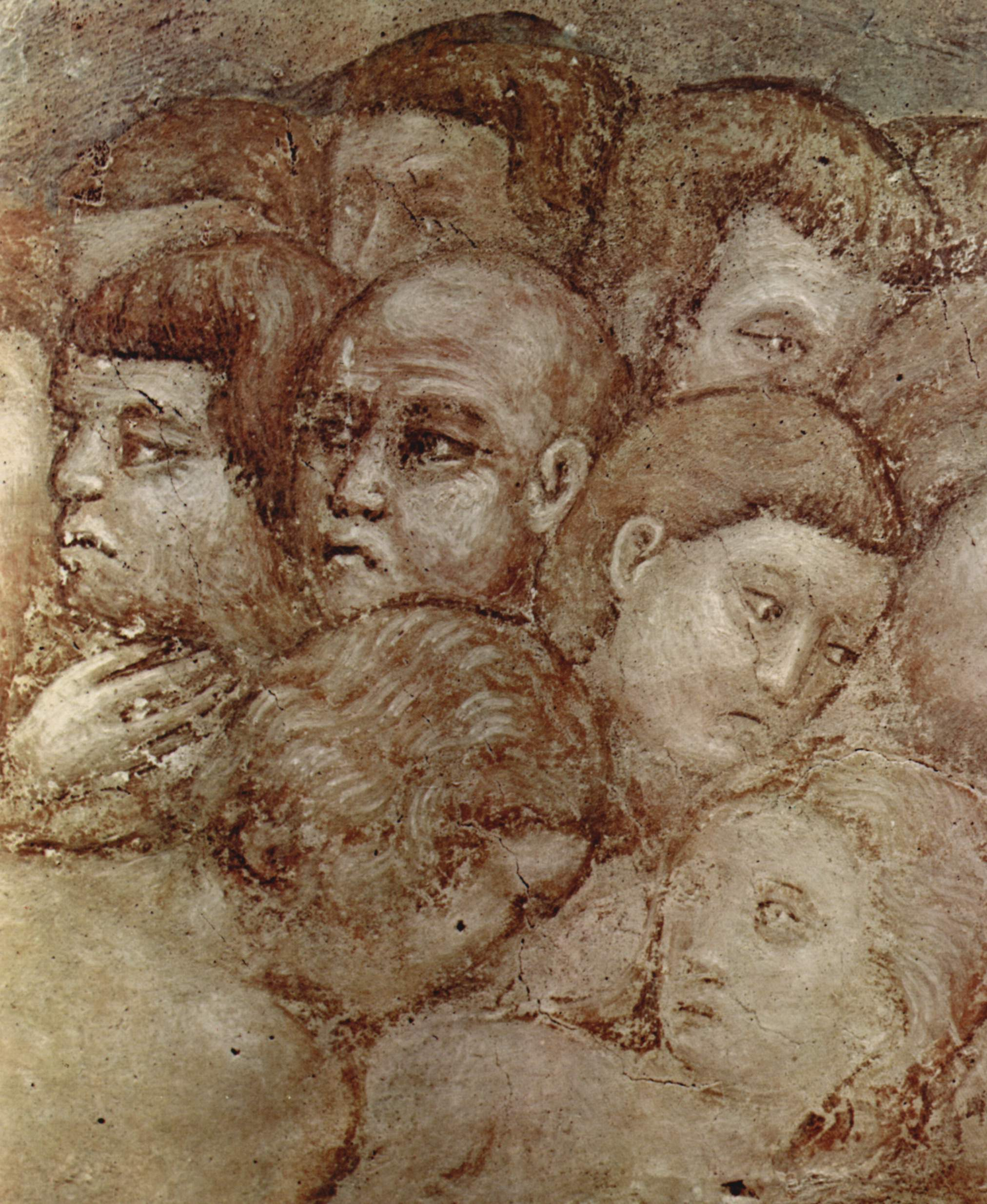
Pietro Cavallini. El JUDICI FINAL (detall). Pintura al fresc, vers 1293. Església de Santa Cecília in Transtevere, Roma

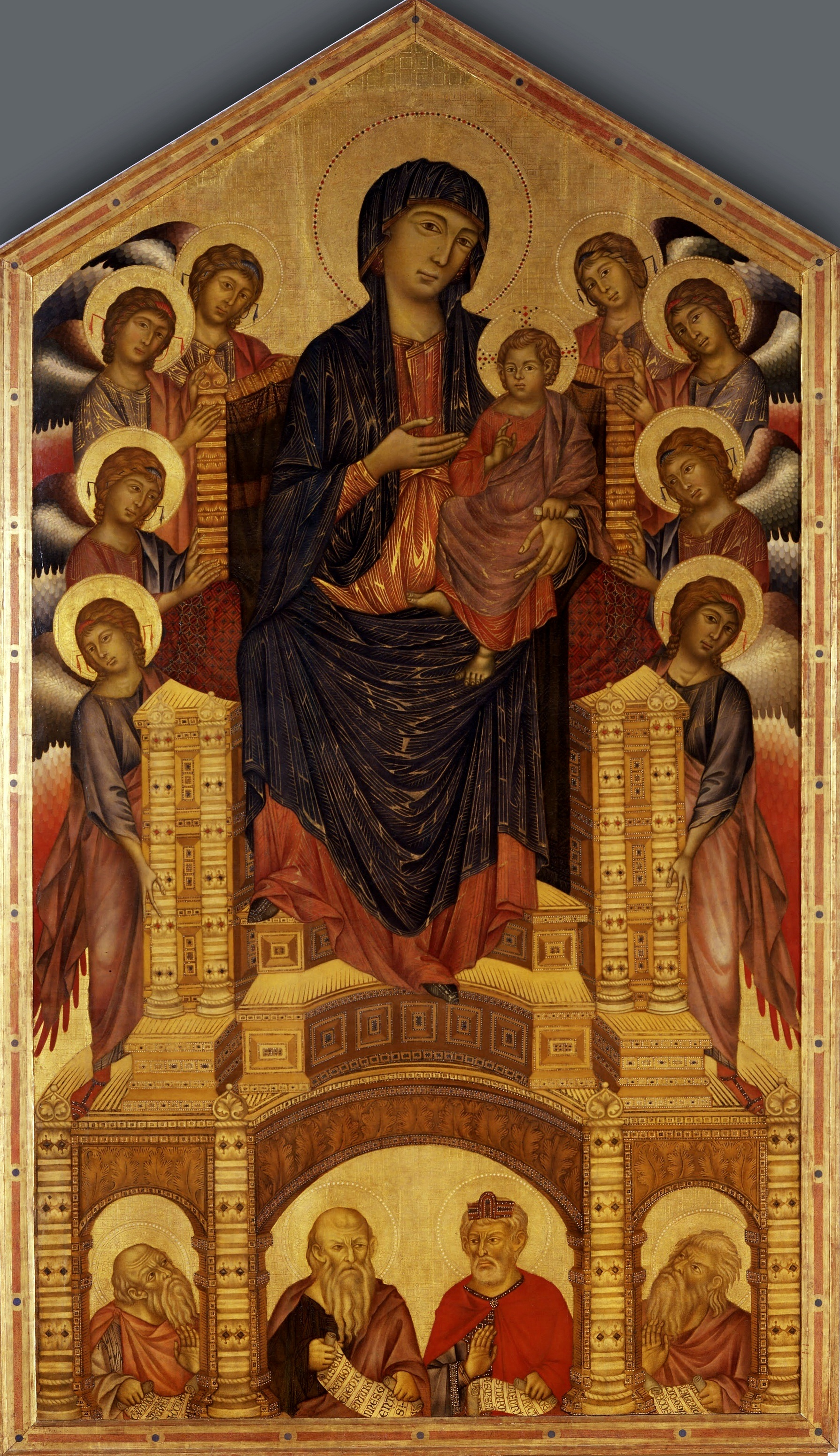
Cenni di Pepo dit Cimabue. MADONA IN MAESTA. Pintura al tremp sobre taula, vers 1286. Església de la Trinità, actualment a la Galleria degli Uffizi, Florència

La Pintura del Duocento va fondre les tradicions de l'art romà d'Orient que fou la forma de pintar més estesa en la Itàlia medieval, amb els primitius estils clàssics o paleocristians. Aquesta evolució continua en la Pintura del Trecento, amb les escoles florentina i senesa, les quals desenvolupen un nou llenguatge pictòric que finalment desemboca en el Renaixement.
Els antecedents de la pintura al fresc, a la Toscana del segle xiii, es troben en la mateixa evolució de les arts del dibuix i del color durant l'Alta edat mitjana a Itàlia. Les primeres llavors del que arribarà a ser un nou llenguatge pictòric es poden veure ja en els frescos i mosaics de l'església de Sant Climent de Roma (vers 1080), en els quals es manifesta la presència d'elements tant de la tradició clàssica com de l'Art paleocristià, malgrat el pes de l'artificialitat i rigidesa de l'art romà d'Orient, omnipresents a tota la península. En els mateixos termes podem parlar dels mosaics de l'absis de Santa Maria in Trastevere (vers 1145) amb relació a la majestuosa humanitat dels personatges que preludia ja els estils del segle xiii.
Els mosaics de la Basílica de Sant Marc de Venècia (segles XI a XIV) són el més gran conjunt de l'estil romà d'Orient d'Itàlia. Mestres mosaic locals culminaren una obra que fou iniciada per artesans orientals. En aquests mosaics s'aprecia una major llibertat de composició i uns forts accents paleocristians i romànics en l'elecció dels temes històrics o ètnics, molt propers a les escenes quotidianes presents en les escultures de les catedrals, els quals se sobreposen als romans d'Orient tant litúrgics com teològics, de forma que permeten a la crítica, dir que a Sant Marc, els motius occidentals parlen amb llenguatge romà d'Orient. És la maniera greca que regna en la pintura italiana durant tot el Duocento.
L'avanç vers el nou llenguatge pictòric segueix a la Toscana, on les diverses tendències de la pintura es van concretar en l'activitat de les quatre escoles vinculades a les ciutats de: Lucca, Pisa, Siena i Florència, juntament amb la ciutat de Roma, que fou sempre el reducte més persistent de la tradició clàssica front a l'art romà d'Orient.
L'arquitectura gòtica mai va arrelar del tot a Itàlia, on la manera de construir les esglésies del Cister fou impulsada pels franciscans i dominics. La nau, com a recinte o lloc principal de l'església, es caracteritzà per un canvi de proporcions a favor de l'amplada o per la restitució dels murs que s'imposà en les esglésies toscanes de Santa Maria la Novella (1278) de Florència, en les Basíliques d'Asís o a l'església de Santa Maria sopra Minerva de Roma i que va culminar a l'església de la Santa Croce (1294) de Florència, on l'arquitecte Arnolfo di Cambio tornà al sostre enteixinat basilical, abandonant la volta gòtica, en una tendència de l'arquitectura que preludia el Renaixement.
Les escoles de Lucca i Pisa van tenir un desenvolupament limitat. De l'escola de Lucca són alguns crucifixos pintats i l'obra del taller dels Berlinghieri realitzats segons els cànons romans d'Orient amb lleus accents derivats de la tradició romànica, com el Crist crucificat de la catedral de Sarzana del mestre Giugliemo (1138).
L'escola de Pisa era decididament romana d'Orient amb models agafats directament de la iconografia oriental. En el mosaic del Baptisteri de Florència, els artistes grecs vinguts de Venècia i els artistes locals varen portar el manierisme romà d'Orient fins al paroxisme.
En la Roma del segle xiii, Pietro Cavallini (1240-1330), en els mosaics de l'absis de Santa Maria in Transtevere (1291) fongué la pintura de tradició local i de l'art paleocristià amb les convencions romanes d'Orient mitjançant un ordre artístic i un ritme clar de les figures, així com expressant un inici de perspectiva en els edificis del fons. Posteriorment, en el fresc del Judici Final de Santa Cecília in Transtevere (vers 1293), sobre d'una composició on encara és patent la influència romana d'Orient i romànica, desenvolupa una innovadora riquesa d'empastos de color en les figures dels àngels i dels apòstols reunits entorn de Crist mentre cada un dels personatges reflecteixen un sentiment d'extraordinària grandesa. L'obra de Cavallini que influí poderosament en l'Escola Florentina, arribà a la maduresa en les obres napolitanes de Santa Maria Donnaregina, Santa Maria de Aracoeli i en la Catedral de Nàpols.
A la Florència del segle xiii, Cenni di Pepo, dit Cimabue (1240-1302) fou pintor, arquitecte i mosaïcista que participà en la realització dels mosaics de la volta del baptisteri. En els primers anys d'activitat pinta el crucifix de San Domenico de Arezzo on mitjançant un joc de llums i ombres aconseguí donar volum al cos, així com una violenta expressió de dolor al rostre. Posteriorment viatjà a Roma (1272) on prengué contacte amb el món clàssic, amb la pintura paleocristiana i romànica i va conèixer Pietro Cavallini. Aquest conjunt d'influències havien de contribuir a alliberar-lo dels cànons i grafismes romans d'Orient, dels quals es mostra depenent en totes les seves obres.
A la Madonna in Maesta (vers 1286) de l'Església de la Santíssima Trinitat de Florència (actualment a la Galleria degli Uffizi), Cimabue encara manté la composició simètrica i la iconografia dels models romans d'Orient. La línia d'or que ressalta els plecs del vestit de la Verge Maria és també una referència a les tècniques del mosaic romà d'Orient. Però la recerca d'una tercera dimensió amb la visió en perspectiva del tron de la Verge i l'intent de trencar amb el hieratisme de les figures tot donant-les-hi un caràcter més humà que es manifesta en l'expressivitat dels rostres, preludien ja la preponderància de la línia, del dibuix i del relleu com a bases d'un nou llenguatge pictòric.
Entre 1279 i 1284 Cimabue pintà, amb els seus deixebles, els frescos del cor de l'església inferior d'Assís i els del creuer de l'església superior, en ells realitzà una síntesi entre els accents romans d'Orient i els accents clàssics o romànics, els quals havien protagonitzat la dialèctica de l'evolució de la pintura del Duocento a Itàlia.